# Étoile de Bessèges 2010
L'Étoile de Bessèges 2010, quarantesima edizione della corsa valevole come prova del circuito UCI Europe Tour 2010 categoria 2.1, si svolse in cinque tappe dal 3 al 7 febbraio 2012 per un percorso totale ridotto a 720,5 km con partenza da Aigues-Mortes e arrivo a Bessèges. Fu vinta dal francese Samuel Dumoulin, della Cofidis, che si impose in 17 ore 10 minuti e 27 secondi, alla media di 41,95 km/h.
Partenza con 142 ciclisti, dei quali 97 portarono a termine il tour.

## Tappe
| Tappa  | Data       | Percorso                             | km    | Vincitore di tappa | Leader cl. generale |
| ------ | ---------- | ------------------------------------ | ----- | ------------------ | ------------------- |
| 1ª     | 3 febbraio | Aigues-Mortes > Le Grau-du-Roi       | 146,2 | Borut Božič        | Borut Božič         |
| 2ª     | 4 febbraio | Nîmes > Saint-Ambroix                | 141,3 | Borut Božič        | Borut Božič         |
| 3ª     | 5 febbraio | Pont-Saint-Esprit > Bagnols-sur-Cèze | 148   | Samuel Dumoulin    | Borut Božič         |
| 4ª     | 6 febbraio | Alès > Alès                          | 140   | Arnaud Molmy       | Arnaud Molmy        |
| 5ª     | 7 febbraio | Gagnières > Bessèges                 | 145   | Niko Eeckhout      | Samuel Dumoulin     |
| Totale | Totale     | Totale                               | 720,5 |                    |                     |

## Squadre e corridori partecipanti
| N.    | Cod. | Squadra                       |
| ----- | ---- | ----------------------------- |
| 1-8   | BTL  | Bbox Bouygues Telecom         |
| 11-18 | AST  | Astana Team                   |
| 21-28 | FDJ  | FDJ                           |
| 31-38 | SKY  | Sky Professional Cycling Team |
| 41-48 | ALM  | AG2R La Mond.                 |
| 51-58 | SKS  | Skil-Shimano                  |
| 61-68 | COF  | Cofidis                       |
| 71-78 | VAC  | Vacansoleil-DCM               |
| 81-88 | SAU  | Saur-Sojasun                  |

| N.      | Cod. | Squadra                      |
| ------- | ---- | ---------------------------- |
| 91-98   | TSV  | Topsport Vlaanderen-Mercator |
| 100-108 | BSC  | Bretagne-Schuller            |
| 111-118 | LAN  | Landbouwkrediet              |
| 121-128 | AUB  | BigMat-Auber 93              |
| 131-138 | SKT  | An Post-Sean Kelly Team      |
| 141-148 | RLM  | Roubaix-Lille Métropole      |
| 151-158 | CTT  | Cervélo TestTeam             |
| 161-168 | CMO  | Carmiooro-N.G.C.             |
| 171-178 | WIL  | Verandas Willems             |

## Dettagli delle tappe

### 1ª tappa
- 3 febbraio: Aigues-Mortes > Le Grau-du-Roi – 146,2 km

Risultati
| Pos. | Corridore     | Squadra     | Tempo    |
| ---- | ------------- | ----------- | -------- |
| 1    | Borut Božič   | Vacansoleil | 3h42'49" |
| 2    | Niko Eeckhout | An Post     | s.t.     |
| 3    | Arnaud Molmy  | Roubaix     | s.t.     |

| Pos. | Corridore     | Squadra       | Tempo    |
| ---- | ------------- | ------------- | -------- |
| 1    | Borut Božič   | Vacansoleil   | 3h42'49" |
| 2    | Niko Eeckhout | An Post       | a 4"     |
| 3    | Julien Loubet | AG2R La Mond. | a 5"     |

### 2ª tappa
- 4 febbraio: Nîmes > Saint-Ambroix – 141,3 km

Risultati
| Pos. | Corridore     | Squadra     | Tempo    |
| ---- | ------------- | ----------- | -------- |
| 1    | Borut Božič   | Vacansoleil | 3h27'38" |
| 2    | Arnaud Molmy  | Roubaix     | s.t.     |
| 3    | Niko Eeckhout | An Post     | s.t.     |

| Pos. | Corridore     | Squadra     | Tempo    |
| ---- | ------------- | ----------- | -------- |
| 1    | Borut Božič   | Vacansoleil | 7h10'07" |
| 2    | Arnaud Molmy  | Roubaix     | a 10"    |
| 3    | Niko Eeckhout | An Post     | s.t.     |

### 3ª tappa
- 5 febbraio: Pont-Saint-Esprit > Bagnols-sur-Cèze – 148 km

Risultati
| Pos. | Corridore       | Squadra      | Tempo    |
| ---- | --------------- | ------------ | -------- |
| 1    | Samuel Dumoulin | Cofidis      | 3h24'36" |
| 2    | Borut Božič     | Vacansoleil  | s.t.     |
| 3    | Tom Veelers     | Skil-Shimano | s.t.     |

| Pos. | Corridore       | Squadra     | Tempo     |
| ---- | --------------- | ----------- | --------- |
| 1    | Borut Božič     | Vacansoleil | 10h34'37" |
| 2    | Niko Eeckhout   | An Post     | a 16"     |
| 3    | Samuel Dumoulin | Cofidis     | s.t.      |

### 4ª tappa
- 6 febbraio: Alès > Alès – 140 km

Risultati
| Pos. | Corridore         | Squadra | Tempo    |
| ---- | ----------------- | ------- | -------- |
| 1    | Arnaud Molmy      | Roubaix | 3h20'27" |
| 2    | Anthony Geslin    | FDJ     | s.t.     |
| 3    | Pieter Ghyllebert | An Post | s.t.     |

| Pos. | Corridore       | Squadra | Tempo     |
| ---- | --------------- | ------- | --------- |
| 1    | Arnaud Molmy    | Roubaix | 13h55'10" |
| 2    | Samuel Dumoulin | Cofidis | a 10"     |
| 3    | Anthony Geslin  | FDJ     | a 14"     |

### 5ª tappa
- 7 febbraio: Gagnières > Bessèges – 145 km

Risultati
| Pos. | Corridore          | Squadra         | Tempo    |
| ---- | ------------------ | --------------- | -------- |
| 1    | Niko Eeckhout      | An Post         | 3h15'07" |
| 2    | Valentin Iglinskij | Astana Team     | s.t.     |
| 3    | Hans Dekkers       | Landbouwkrediet | s.t.     |

| Pos. | Corridore          | Squadra     | Tempo     |
| ---- | ------------------ | ----------- | --------- |
| 1    | Samuel Dumoulin    | Cofidis     | 17h10'27" |
| 2    | Matthieu Ladagnous | Vacansoleil | a 3"      |
| 3    | Pieter Ghyllebert  | An Post     | a 4"      |

## Evoluzione delle classifiche
| Tappa              | Vincitore          | Classifica generale | Classifica scalatori | Classifica a punti | Classifica giovani | Classifica squadre      |
| ------------------ | ------------------ | ------------------- | -------------------- | ------------------ | ------------------ | ----------------------- |
| 1ª                 | Borut Božič        | Borut Božič         | non assegnata        | Borut Božič        | Arnaud Molmy       | Big Mat-Auber 93        |
| 2ª                 | Lloyd Mondory      | Borut Božič         | Laurent Lefèvre      | Borut Božič        | Arnaud Molmy       | Roubaix-Lille Metropole |
| 3ª                 | Samuel Dumoulin    | Borut Božič         | Laurent Lefèvre      | Borut Božič        | Arnaud Molmy       | Big Mat-Auber 93        |
| 4ª                 | Arnaud Molmy       | Arnaud Molmy        | Pierrick Fédrigo     | Borut Božič        | Arnaud Molmy       | Big Mat-Auber 93        |
| 5ª                 | Niko Eeckhout      | Samuel Dumoulin     | Thomas De Gendt      | Borut Božič        | Jocelyn Bar        | Big Mat-Auber 93        |
| Classifiche finali | Classifiche finali | Samuel Dumoulin     | Thomas De Gendt      | Borut Božič        | Jocelyn Bar        | Big Mat-Auber 93        |

## Classifiche finali

### Classifica generale
| Pos. | Corridore          | Squadra       | Tempo     |
| ---- | ------------------ | ------------- | --------- |
| 1    | Samuel Dumoulin    | Cofidis       | 17h10'27" |
| 2    | Matthieu Ladagnous | FDJ           | a 3"      |
| 3    | Pieter Ghyllebert  | An Post       | a 4"      |
| 4    | Thomas De Gendt    | Topsport Vl.  | s.t.      |
| 5    | Julien Loubet      | AG2R La Mond. | a 5"      |
| 6    | Arnaud Gérard      | FDJ           | a 6"      |
| 7    | Sander Armée       | Topsport Vl.  | a 7"      |
| 8    | Laurent Lefèvre    | Bouygues Tel. | s.t.      |
| 9    | Blel Kadri         | AG2R La Mond. | a 8"      |
| 10   | Pierrick Fédrigo   | Bouygues Tel. | s.t.      |

### Classifica a punti
| Pos. | Corridore          | Squadra      | Punti |
| ---- | ------------------ | ------------ | ----- |
| 1    | Borut Božič        | Vacansoleil  | 79    |
| 2    | Niko Eeckhout      | An Post      | 75    |
| 3    | Tom Veelers        | Skil-Shimano | 45    |
| 4    | Matthieu Ladagnous | FDJ          | 42    |
| 5    | Samuel Dumoulin    | Cofidis      | 41    |

### Classifica scalatori
| Pos. | Corridore         | Squadra       | Punti |
| ---- | ----------------- | ------------- | ----- |
| 1    | Thomas De Gendt   | Topsport Vl.  | 15    |
| 2    | Pierrick Fédrigo  | Bouygues Tel. | 12    |
| 3    | Laurent Lefèvre   | Bouygues Tel. | 12    |
| 4    | Jean-Luc Delpech  | Bretagne      | 10    |
| 5    | Benoît Vaugrenard | FDJ           | 8     |

### Classifica giovani
| Pos. | Corridore           | Squadra       | Punti     |
| ---- | ------------------- | ------------- | --------- |
| 1    | Jocelyn Bar         | Roubaix       | 17h10'37" |
| 2    | Romain Lemarchand   | BigMat        | s.t.      |
| 3    | Stefan Denifl       | Cervélo       | s.t.      |
| 4    | Guillaume Bonnafond | AG2R La Mond. | s.t.      |
| 5    | Anthony Delaplace   | Saur-Sojasun  | s.t.      |

### Classifica a squadre
| Pos. | Squadra                      | Tempo     |
| ---- | ---------------------------- | --------- |
| 1    | BigMat-Auber 93              | 51h31'51" |
| 2    | Roubaix-Lille Métropole      | s.t.      |
| 3    | Skil-Shimano                 | s.t.      |
| 4    | Topsport Vlaanderen-Mercator | s.t.      |
| 5    | Landbouwkrediet              | s.t.      |